# Basirpur
Basirpur ou Basir Pur (en ourdou : بصِيرپُور) est une ville pakistanaise, située dans le district d'Okara dans le nord de la province du Pendjab. Elle est incluse dans le tehsil de Depalpur.
La population de la ville a été multipliée par trois entre 1972 et 2017 selon les recensements officiels, passant de 15 872 habitants à 48 326. Entre 1998 et 2017, la croissance annuelle moyenne s'affiche à 1,5 %, bien inférieure à la moyenne nationale de 2,4 %. Selon le recensement de 2023, la population de la ville monte à 65 541 habitants.
|            | 1972 (rec.) | 1981 (rec.) | 1998 (rec.) | 2017 (rec.) | 2023 (rec.) |
| ---------- | ----------- | ----------- | ----------- | ----------- | ----------- |
| Population | 15 872      | 24 032      | 36 628      | 48 326      | 65 541      |